# ماريان باسلر
ماريان باسلر (بالفرنسية: Marianne Basler)‏ هي ممثلة فرنسية، ولدت في 9 مارس 1964 في بلجيكا.

## أعمال

### أفلام
- (2002) صندوق عجب
- (2005) أشباح
- (2011) منتصف الليل في باريس[3]

## وصلات خارجية
- ماريان باسلر على موقع IMDb (الإنجليزية)
- ماريان باسلر على موقع ألو سيني (الفرنسية)
- ماريان باسلر على موقع أول موفي (الإنجليزية)
- ماريان باسلر على موقع قاعدة بيانات الأفلام السويدية (السويدية)
- ماريان باسلر على موقع قاعدة بيانات الفيلم (الإنجليزية)
- ماريان باسلر على موقع كينوبويسك (الروسية)